# Còlob vermell de Pennant
El còlob vermell de Pennant (Piliocolobus pennantii) és una espècie de primat de la família dels cercopitècids. El seu àmbit de distribució és particularment disjunta i se l'ha descrit com a trencaclosques biogeogràfic, amb una població a l'illa de Bioko (Guinea Equatorial), una altra al delta del riu Níger (sud de Nigèria) i una altra al centre-est de la República del Congo. Viu en selves i boscos pantanosos. Està amenaçat per la pèrdua d'hàbitat i la caça per utilitzar-lo com a bushmeat. La subespècie bouvieri està classificada com a animal "en perill crític. Es tem que ja s'hagi extingit, car no n'hi ha hagut cap observació confirmada des de fa uns 20 anys.
Aquest tàxon fou anomenat en honor del naturalista britànic Thomas Pennant.